# Pitaia

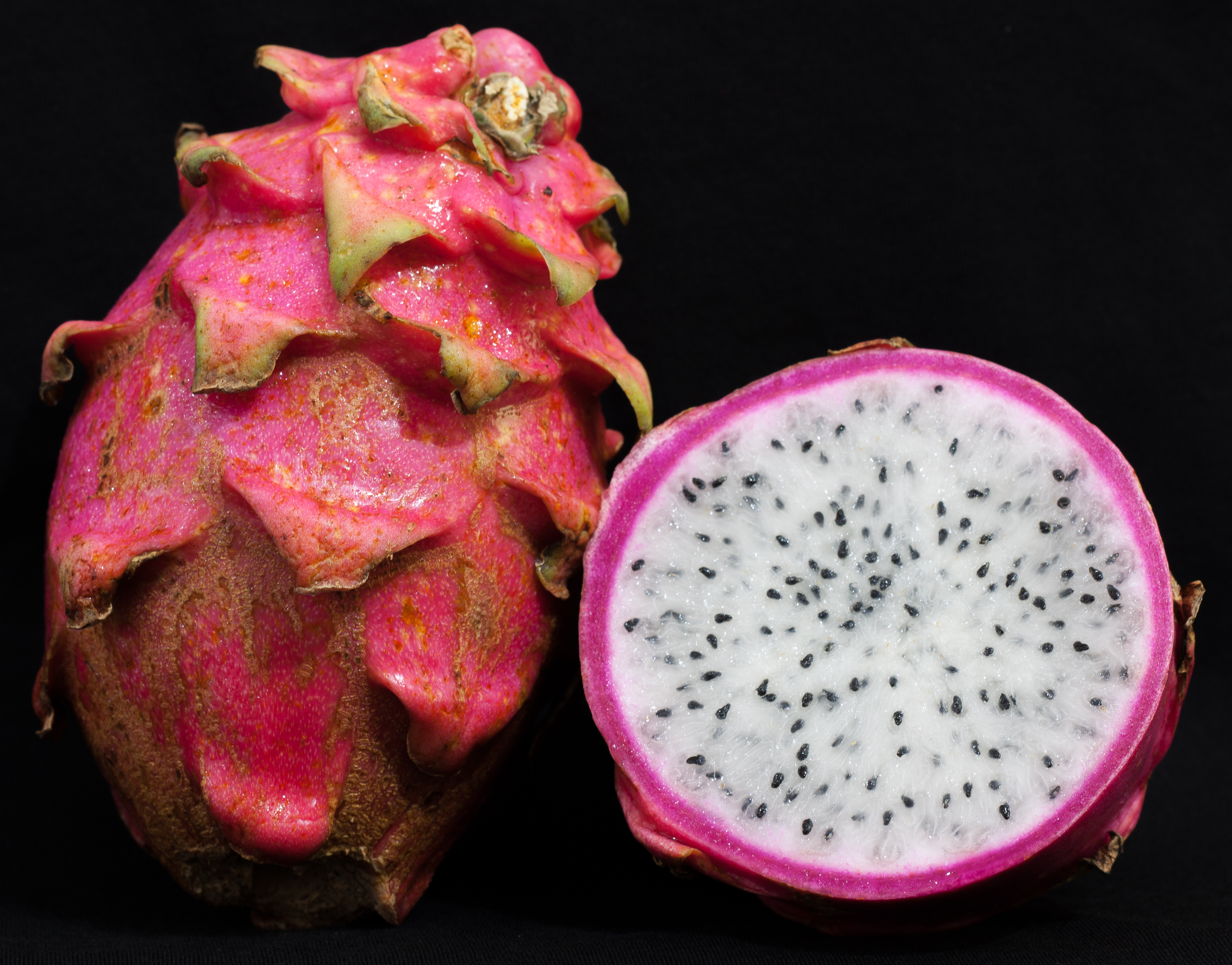
Pitaia-branca (Hylocereus undatus), rosa por fora

A pitaia, também conhecida como fruta-do-dragão, é o fruto de várias espécies de cactos epífitos dos gêneros Hylocereus e Selenicereus, nativas de regiões da América Central e México, também cultivadas em Israel, no Brasil e na China. O termo "pitaia" significa "fruta escamosa". Existem três espécies, todas muito comercializadas pelos seus frutos, que lhes dão os nomes: a pitaia-branca (rosa por fora e branca por dentro), a pitaia-amarela (amarela por fora e branca por dentro) e a pitaia-vermelha (avermelhada por dentro e por fora). A planta da pitaia só floresce à noite (com grandes flores brancas), pelo que as suas flores abarcam o rol das várias plantas chamadas de flor-da-noite.

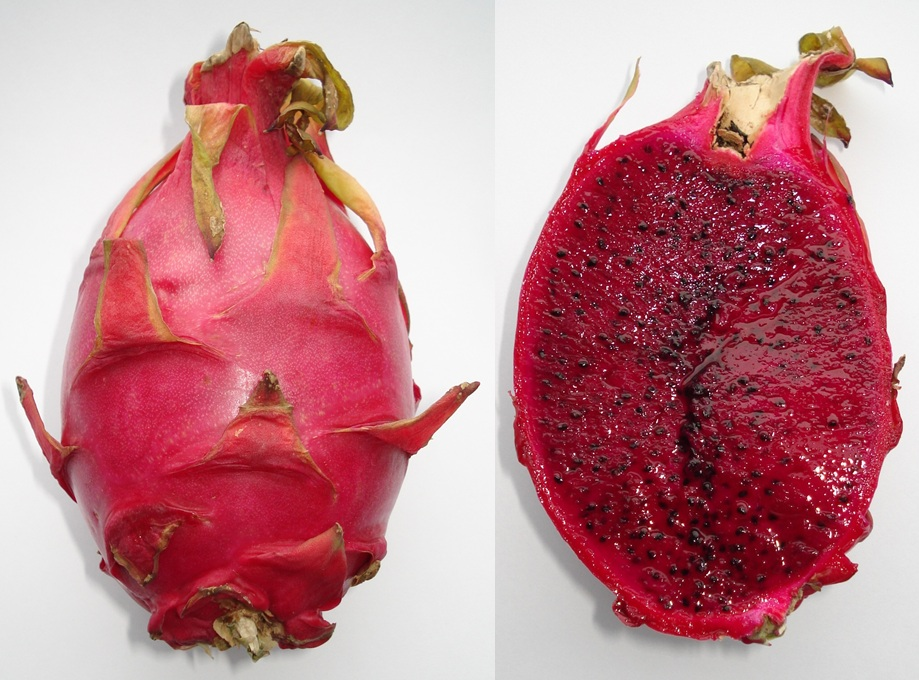
Pitaia-vermelha (Hylocereus monacanthus)

## Nomes comuns
O fruto da Hylocereus undatus dá, ainda, pelo nome de fruta-dragão. As flores da mesma planta, dão ainda pelos nomes de rainha-de-honolulu e rainha-da-noite.

## Clima e solo

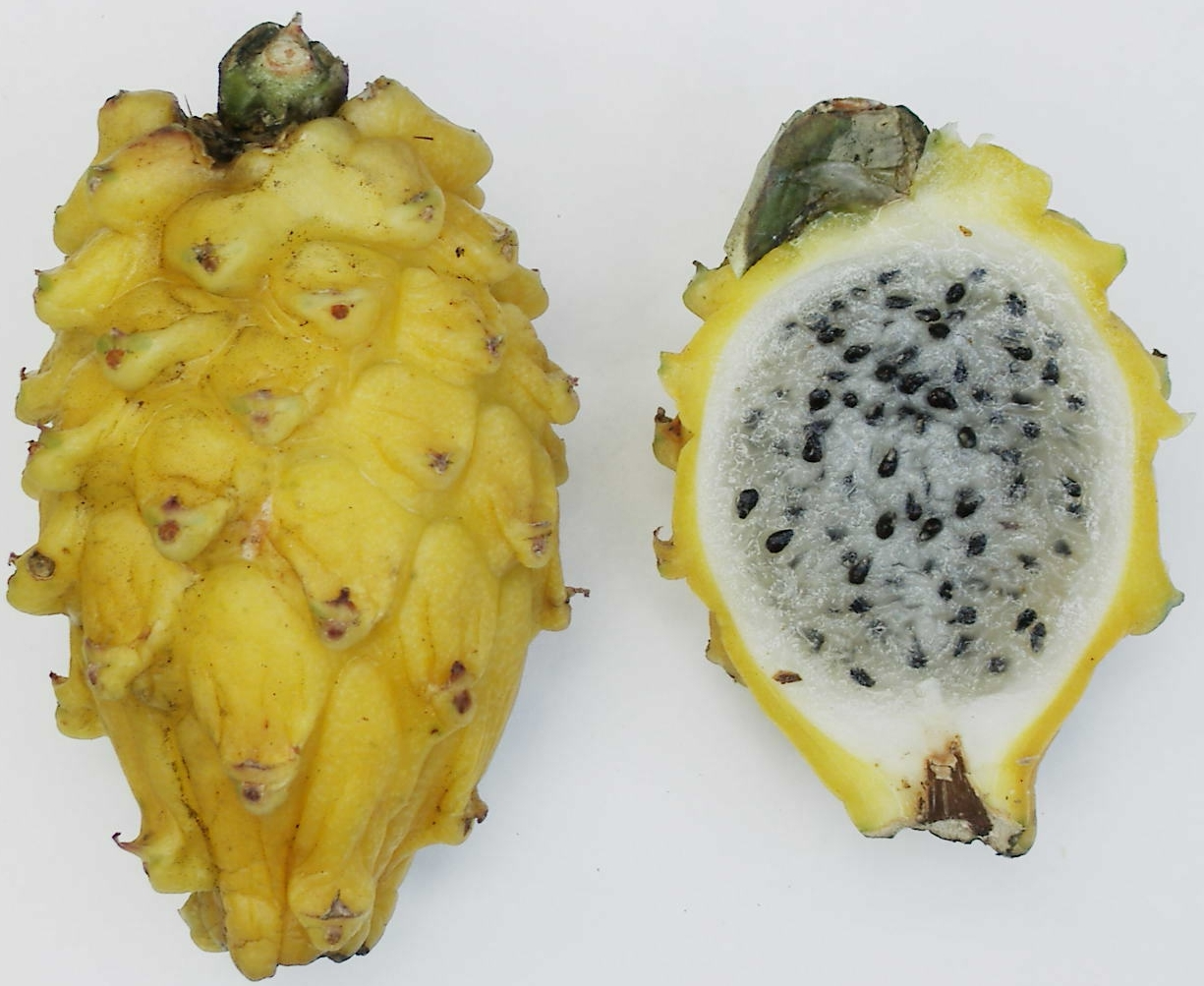
Pitaia-amarela (Selenicereus megalanthus)

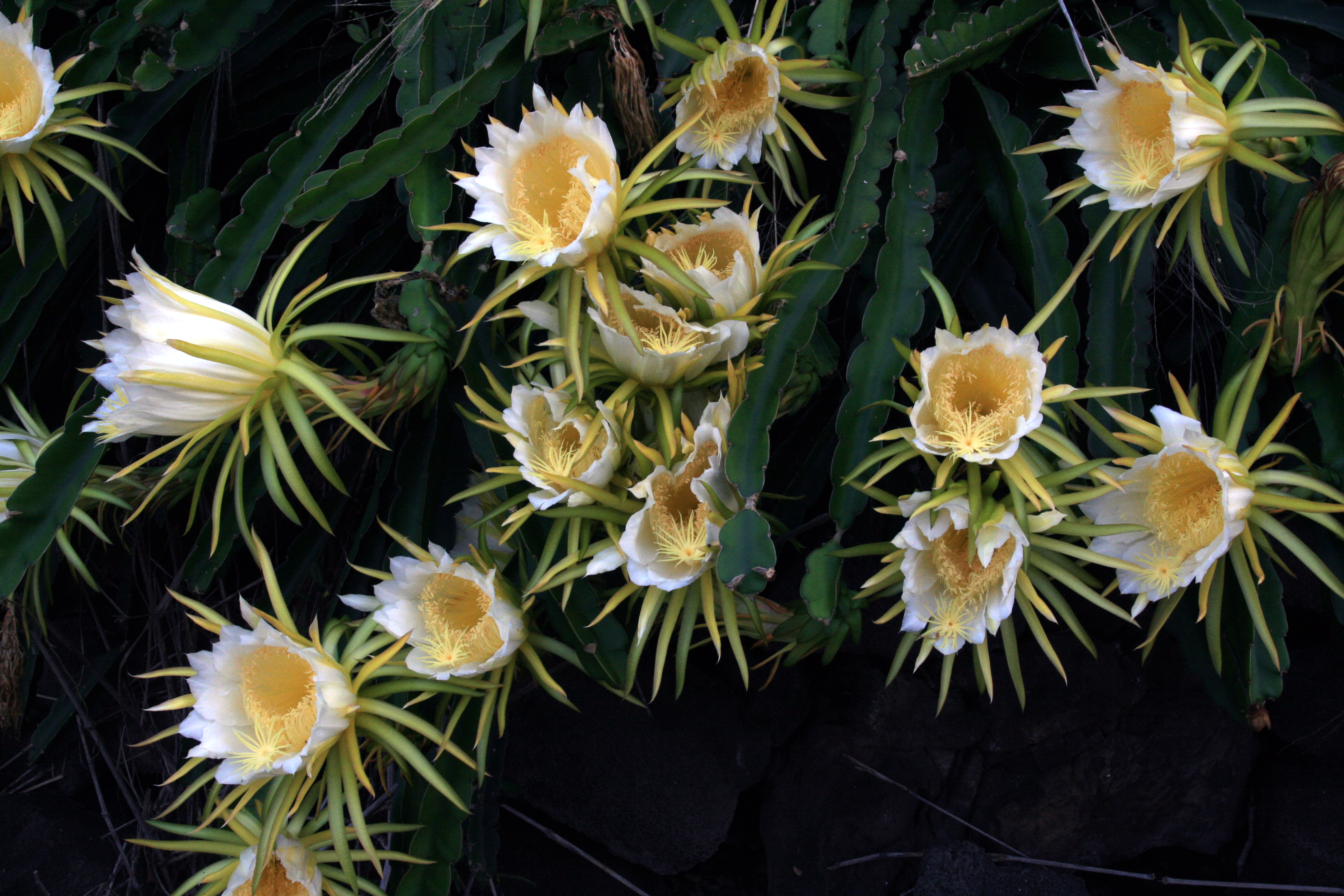
Flores da pitaia, no Havai

A pitaia pode ser cultivada de 30 até 700 metros acima do nível do mar. Quanto às condições edafoclimáticas, carece de climas razoavelmente quentes, mostrando um desenvolvimento ótimo em zonas em que a média das temperaturas se situe entre os 18 e os 26 °C. Do que toca à precipitação, os valores mais adequados rondam os 500 e os 700 milímetros de chuva. Privilegia os solos ricos em matéria orgânica, com boa drenagem, de textura franco-arenosa e onde não haja alagamentos.

## Fruta
Existem três variedades, todas com a pele folhosa:
- Hylocereus polyrhizus, vermelha por dentro com pele rosa
- Hylocereus megalanthus, branca por dentro com pele amarela
- Hylocereus undatus, branca por dentro com pele rosa

A fruta pode pesar entre 50-1000 gramas e seu interior, que é ingerido cru, é doce e tem alto nível de calorias. Da fruta se faz suco ou vinho; as flores podem ser ingeridas ou usadas para fazer chá. As sementes se assemelham às do gergelim e se encontram dispersas no fruto cárneo. A quantidade de espinhos não é significativa.

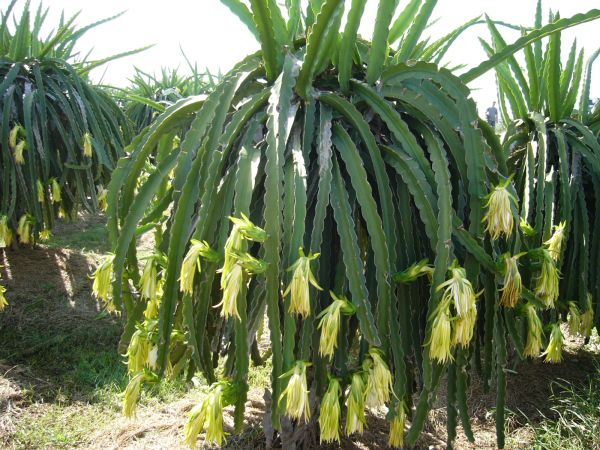
A pitaia (Hylocereus) dá em cactos como este.

## Utilização
- As pitaias de casca vermelha, particularmente, são grande fonte de vitamina A.
- Pitaias são ricas em fibras e minerais, principalmente zinco e ferro. As vermelhas são ricas em ferro, as amarelas em zinco.
- As sementes são pobres em gordura poli-insaturada, e as vermelhas em particular não possuem gordura saturada.[5]
- Pitaias também possuem quantidades significativas de antioxidantes, que previnem os radicais livres.[carece de fontes?]
- Em Taiwan, diabéticos usam a fruta como substituto para o arroz como fonte de fibras.[carece de fontes?]

## Composição nutricional
| Pitaia vermelha polpa branca | 100g    |
| ---------------------------- | ------- |
| Acido ascórbico (Vitamina C) | 25.0 mg |
| Cálcio                       | 6.0 mg  |
| Calorias                     | 40.1    |
| Carboidratos                 | 9.2g    |
| Proteínas                    | 0.15g   |
| Fibra                        | 0.3g    |
| Fósforo                      | 19.0 mg |
| Gorduras                     | 0.1g    |
| Ferro                        | 0.4 mg  |
| Niacina                      | 0.2 mg  |

Referência: